# Silence
Pour les articles homonymes, voir Silence (homonymie).

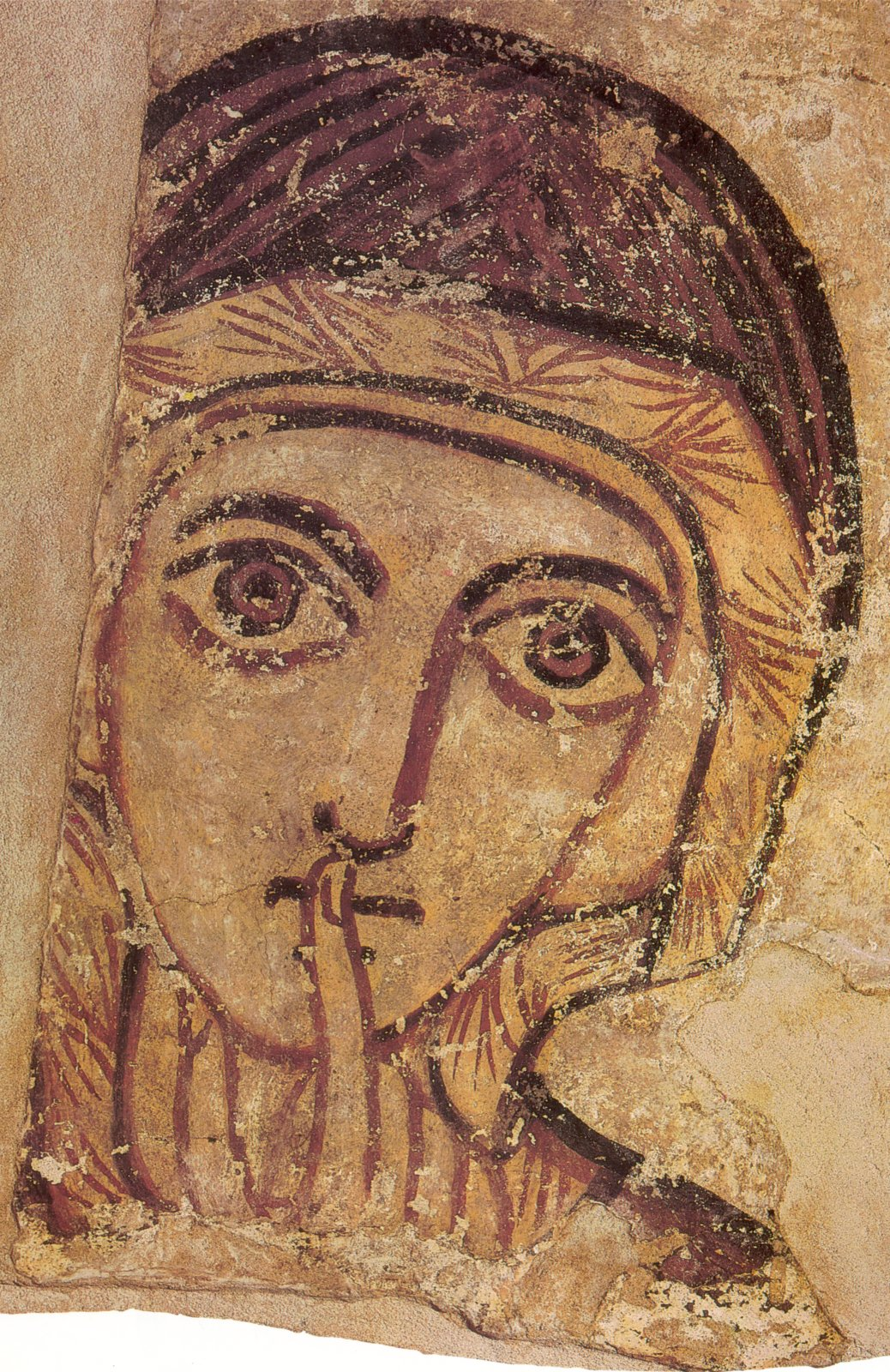
Sainte Anne faisant le geste du silence.

Le silence est, dans son sens originel, l'état de la personne qui s'abstient de parler. Dans son sens actuellement le plus courant, c'est l'absence de bruit, c'est-à-dire de sons indésirables. Le silence absolu serait l'absence, impossible, de tout son audible.
Par extension, le silence désigne aussi l'absence de l'expression écrite. Le bruit s'associe au désordre et à l'agitation, le silence, au calme et à la tranquillité.
En solfège, les silences sont les signes qui indiquent un arrêt de la production de sons musicaux pendant une durée spécifiée.

## Acoustique environnementale

### Environnement
Dans le domaine de l'acoustique environnementale, on définit le silence comme l'absence du désagrément que causent les sons indésirables.
Dans l'environnement humain, souvent concerné par la pollution sonore, les autorités locales créent des zones ou des périodes de silence dans les endroits où les bruits ordinaires sont les moins bien tolérés, notamment la nuit ou autour d'un hôpital. Dans le même esprit, elles peuvent réglementer les activités bruyantes dans des zones calmes, autour des cimetières et dans des espaces naturels. Les zones calmes figurent dans les cartes de bruit.
Pour le naturaliste, le paysage sonore se répartit en trois domaines : la biophonie, que génèrent par leurs propres moyens les animaux de toute espèce, la géophonie, c'est-à-dire les vibrations de la Terre et de son atmosphère et l'anthropophonie, produit des civilisations humaines. Adoptant les critères de la théorie de l'information, cette dernière constitue un bruit qui gêne la perception et l'interprétation des signaux et indices sonores de la biophonie. Si, selon un mot d'enfant, « le silence est un son qui ne fait pas de bruit », comme tous les sons humains perturbent la biophonie, le silence, c'est tous les sons de la terre moins l'anthropophonie.

### Silence absolu
Le silence absolu n'existe pas. Un des premiers objectifs de la psychoacoustique a été de déterminer les limites physiques de l'audition humaine. L'acoustique, branche de la physique qui s'occupe de la vibration des particules d'un milieu élastique, ignore ces limites. L'absence totale de vibration supposerait qu'il n'existe aucune agitation moléculaire. Cette condition n'est remplie que dans le vide ou à la température zéro absolu (−273,15 °C).
L'audition humaine est limitée aux fréquences d'environ 20 à 16 000 Hz. Les vibrations acoustiques que leur niveau ou leur fréquence rend inaudibles aux humains — notamment ultrasons et infrasons — ne rompent pas le silence, mais relèvent de la physique des vibrations.
Les humains perçoivent les sons, dans la plage de fréquences à laquelle ils sont les plus sensibles, de 1 à 4 kHz, à partir d'une pression acoustique d'environ 20 µPa (vingt micropascals). Cette valeur sert de référence lorsqu'on exprime le niveau sonore en décibels. Toutes les vibrations audibles sont plus fortes ; le niveau sonore en décibels est toujours un nombre positif. Une ambiance très calme se trouve à un niveau de 40 dB SPL (quarante décibels Sound Pressure Level, c'est-à-dire « niveau de pression sonore ») ; une conversation correspond, pour les participants, à un niveau de 60 à 80 dB SPL.
La sensibilité auditive d'une personne ordinaire est suffisante pour que le silence absolu n'existe pas. Isolée dans une chambre sourde, dans laquelle aucune vibration extérieure audible ne parvient, une personne entend les bruits que produisent son propre cœur et sa propre respiration.

### Silence alarmant
Le sens de l'ouïe est toujours en veille. L'environnement l'excite toujours de bruits diffus ; si ce bruit cesse, hommes et animaux perçoivent ce silence comme « anormal » et signal d'un danger. Des zones du cerveau s'activent, le sous-noyau dorsal du corps géniculé médial (en), la partie ventrale du cortex auditif et du noyau latéral de l'amygdale.
Dans une communication, l'attention se dirige vers un flux qui intéresse, mais on n'en entend pas moins les autres sons, qui ne constituent un bruit que dans la mesure où ils gènent l'interprétation de ce flux. Dans une communication téléphonique, ce bruit de fond est un indice du fonctionnement de l'appareil. S'il disparaît, ce silence en fait douter.

## Vie sociale

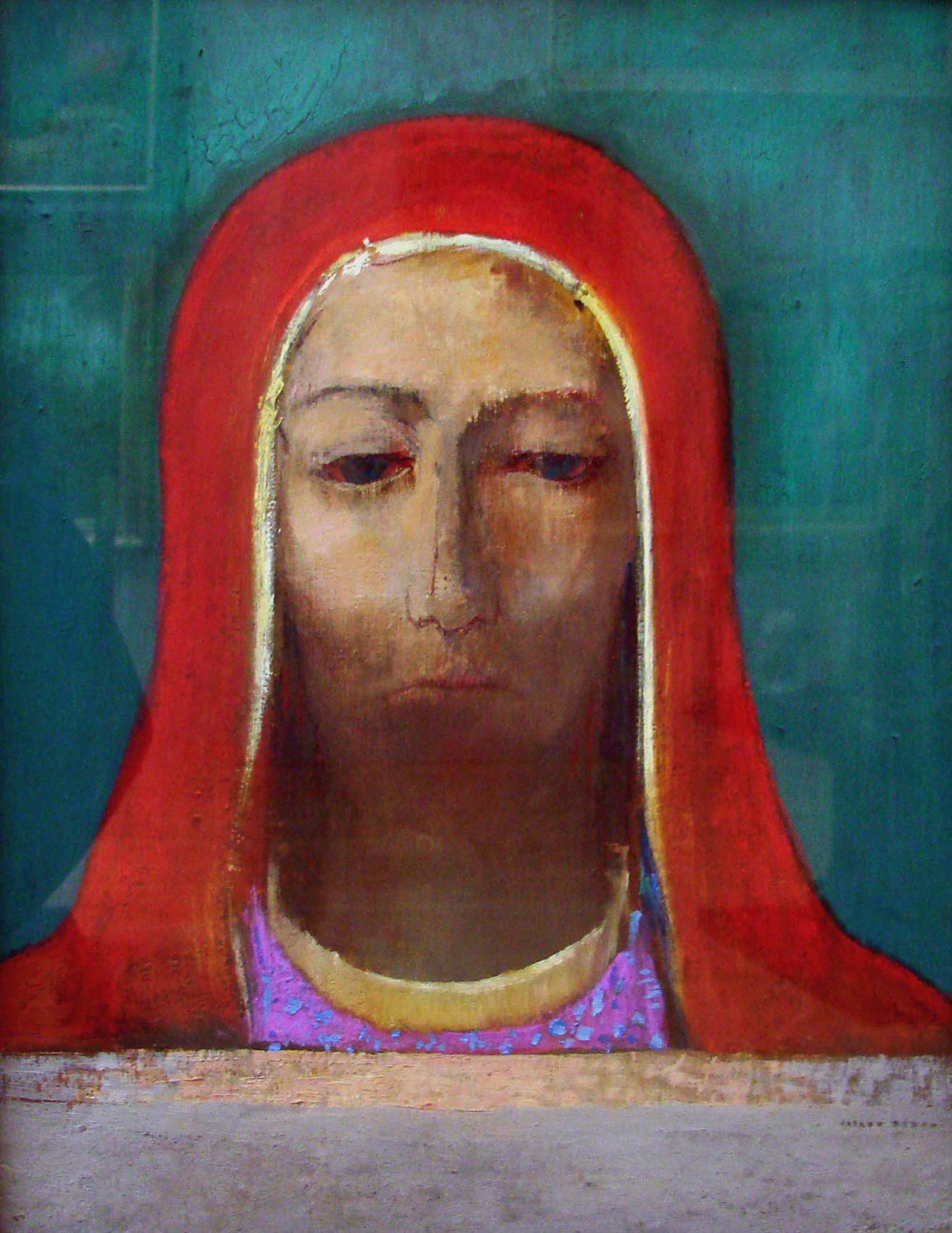
Le Silence, par Odilon Redon.

### Ponctuation du discours
Il faut faire silence pour écouter, et que la personne qui a parlé se taise pour que la parole, dans une discussion, passe de l'un à l'autre sans une interruption ressentie comme une grossièreté.
La longueur de ce silence, dont une inflexion de la voix indique qu'il signifie « j'ai dit », varie d'une situation à une autre, comme d'ailleurs ceux, plus courts, qui séparent les mots, les périodes, les phrases, que l'on note, à l'écrit, par un espace, une virgule, un point ou quelque autre signe de ponctuation. Dans ces situations, refuser de parler, comme refuser de se taire, constitue un manquement à ses interlocuteurs. Ces silences font partie de l'« obligation d'engagement » d'une personne qui participe à une conversation, tandis que ne pas parler quand il faudrait crée un « silence pénible ».
Le silence fait ainsi partie des rituels de la vie quotidienne, qui peuvent grandement différer d'une région du monde à l'autre et selon l'époque. Un silence parfaitement convenable dans un cas peut être déplaisant ailleurs.

### Le silence opposé à la parole
Réduire au silence un adversaire, c'est l'empêcher de parler, et de s'exprimer en général. Passer sous silence un sujet, c'est éviter d'en parler.
Dans les sociétés qui ordonnent, comme l'Occident aux femmes,, à certaines catégories de se taire, le silence vaut, pour ceux que la société assigne à ces catégories, acquiescement à leur statut subordonné. La parole est en effet l'instrument de la délibération, qui ensuite s'impose à autrui.
Dans l'expression « loi du silence », silence signifie secret. Une société secrète interdit à ses membres de communiquer à l'extérieur du groupe des précisions sur son activité. On décrit l'omertà, qui interdit à toute personne d'une région dominée par une mafia de parler aux autorités des sujets qui l'intéressent, par la même expression.

#### Nocivité du silence
La vie sociale valorise la communication. Des théories exposent la nocivité du silence.
- Dans son sens le plus matériel, l'exposition à un silence aussi absolu que possible est une torture par privation sensorielle[20] ;
- Le silence est un effet de la censure exercée sur les autres par une personne disposant de la force. La déclaration du roi Louis XV de France imposant la fin des discussions entre le Parlement et l'archevêque de Paris dans la querelle janséniste en 1754 fut connue et citée dans des décisions de justice comme la loi du silence.
- L'option du silence peut être aussi une autocensure. La psychanalyse propose une thérapie fondée sur la parole, dans laquelle le silence est une des expressions de la résistance inconsciente de l'analysant à l'évolution thérapeutique, et quelquefois une manifestation du déni[21] ;
- Les moralistes réprouvent souvent le silence face à l'erreur ou à l'injustice.« Il est honteux de se taire, et de laisser parler Isocrate », disait Aristote[22]. Ils réprouvent le mensonge par omission à l'égal du mensonge ordinaire : « le silence est criminel toutes les fois que pour son profit particulier on ne dit pas une chose que ceux à qui on la cache auraient intérêt de savoir[23] » ;
- Les institutions exigent la communication, indispensable pour que les instances responsables soient informées de l'état des choses et puissent prendre les décisions qui justifient l'existence de l'organisation sociale. Ceux qui occupent, soit actuellement, soit potentiellement, ces positions, rappellent fréquemment la nécessité de « briser la loi du silence »[24].

#### Valorisation du silence
Dans les sociétés où seuls certains ont le droit à la parole, le silence signale un statut inférieur. L'obligation de parler, pour les autres, leur fait parfois considérer le silence comme « le repos de l'âme ». Ils peuvent aussi, taiseux ou taciturnes, faire en refusant d'opiner du silence un usage expressif en laissant à leurs contemporains le soin de juger de la signification de leur attitude. Dans l'épisode du retour de Varennes en 1791, le silence demandé au peuple au passage du roi fugitif marque un renversement de la hiérarchie politique. S'abstenir d'acclamer le roi était un acte de censure : « Le silence du peuple est la leçon des rois », disait-on depuis plusieurs années.
En opposition à la « vanité du monde », des courants religieux monastiques — chrétiens, hindouistes, bouddhistes, taoïstes — pratiquent l'ascèse et entendent se retirer le plus possible de la vie sociale, et pratiquer la méditation dans le silence monastique. En particulier certains ordres monastiques catholiques comme les trappistes (Cisterciens) intègrent dans leur règle monastique une règle de modération de la parole qu'on appelle souvent le vœu de silence.
Prenant le contrepied de l'opinion commune sur le droit à la parole, qui en fait un bien commun ou un privilège d'expert, un courant de réflexion non catholique valorise de même le silence et la réserve. Ce développement de la mise en garde proverbiale — « la parole est d'argent, mais le silence est d'or » — rejoint le conseil du courant philosophique et éducatif qui prône avec Sénèque le contrôle de soi et la censure des instincts : « imposer le silence à ses passions ».
On peut classer dans la même catégorie les réflexions qui s'élèvent contre les excès de la rhétorique et le bavardage dans la tradition classique, et, dans le monde contemporain, celles qui préconisent une pause dans le flux médiatique incessant de la société du spectacle.
L'écoute du silence est un oxymore qui indique l'attention extrême et la préoccupation du détail :

« Entends ce bruit fin qui est continu, et qui est le silence. Écoute ce qu'on entend lorsque rien ne se fait entendre. »

— Paul Valéry, Tel quel II, 1943, p. 118

#### Le silence au-delà des limites de la parole
À l'issue de son Tractatus logico-philosophicus, Ludwig Wittgenstein conclut « Ce dont on ne peut parler, qu’on se taise à ce sujet ». Le silence apparaît ici comme un devoir quand on aborde des propositions indécidables.
Cette conception n'est pas particulière à la culture européenne. Dans les Entretiens de Confucius, celui-ci refuse de parler de sujets inconnaissables comme la vie après la mort.

### Le silence opposé à l'agitation
Lorsque les autorités se trouvent confrontés à une agitation spectaculaire, elles font souvent appel au concept de majorité silencieuse, pour rappeler le fait que la plupart des gens n'expriment pas volontiers leurs choix ou leurs opinions, voire qu'elles ne se permettent pas d'en avoir.

## Neurosciences
Le silence, dans tous les sens que ce mot a pris, est un objet d'étude pour les neurosciences.
Chez l'être humain, les effets du bruit sur l'activité cérébrale ont depuis longtemps fait l'objet d'études. Elles montrent que le silence diminue le niveau de l'hormone du stress, le cortisol.
Le son qui se qualifie, du point de vue « mental », comme silence, a bien sûr un niveau faible, mais aussi des caractères particuliers, comme l'ambiance calme d'une forêt loin de la ville. La musique, que beaucoup utilisent pour échapper au bruit, n'a pas l'effet qu'ont ces « petits bruits ».
L'abstention de la parole entraîne la dominance de régions du cerveau ordinairement soumises au cortex préfrontal ; d'une part, cette situation stimule la créativité, d'autre part, elle entraîne souvent une rêverie dont les effets sont contrastés. Les réminiscences qui se produisent dans ce silence stimulent la mémoire, mais laissent libre cours aux obsessions. Ces phénomènes se retrouvent dans les résultats de la surveillance de l'activité cérébrale par l'électro-encéphalogramme et l'imagerie médicale. Le silence est indispensable à l'écoute, et non seulement le silence de la voix, mais encore le silence intérieur, qui se manifeste par un délai avant que l'on puisse répondre ; une réponse immédiate témoigne du fait qu'on n'écoutait pas, mais qu'on préparait ce qu'on allait dire.
Les études sur le silence et l'écoute ont amené des scientifiques à explorer la méditation, que plusieurs traditions religieuses exaltent dans le monde. Ils concluent que cet exercice entraîne effectivement une modification positive durable du fonctionnement cérébral, favorisant le changement de mode entre l'activité du cortex préfrontal, qui manifeste l'attention soutenue, et celle du « réseau par défaut » distribué sur chaque hémisphère cérébral, actif lors du « vagabondage cérébral ». La pratique de la méditation favorise le développement d'un troisième réseau, le « réseau de la saillance, parfois appelé aussi réseau réticulé activateur » qui réoriente l'activité mentale vers ce qui est important  .